# Patagioenas fasciata
La paloma de collar, paloma encinera, paloma collareja, paloma gargantilla, paloma nuca blanca, paloma de nuca blanca o paloma torcaza septentrional (Patagioenas fasciata) es un ave de tamaño mediano de América.

## Distribución
Se encuentra desde la Columbia Británica en Canadá, Utah y el sur de Colorado en Estados Unidos, las elevaciones más altas a través de México y Guatemala, Honduras y El Salvador hasta el norte de Nicaragua. En otoño migra fuera de la parte de su distribución al norte de California, Nuevo México y el oeste de Texas. Se encuentra en altitudes de 900 a 3600 m, generalmente en rodales de encino, pino-encino y bosques de coníferas. Se alimenta de semillas, sobre todo bellotas.
Las poblaciones que habitan desde el sur de Costa Rica hasta Venezuela y el noroeste de la Argentina otrora también eran incluidas dentro de esta especie, pero desde el año 2014 se agrupan en Patagioenas albilinea.